# 아프가니스탄 내전 (1996년~2001년)
아프가니스탄 내전은 탈레반의 카불 정복과 1996년 9월 27일 아프가니스탄 이슬람 토후국 수립, 그리고 2001년 10월 7일 미국의 아프가니스탄 침공 사이에 일어난 전쟁으로, 제3차 아프가니스탄 내전이라고도 불린다. 이는 1989년에 시작된 아프가니스탄 내전의 일부이자 1978년에 시작된 광범위한 아프가니스탄 분쟁의 일부였다.
아프가니스탄 이슬람국 정부는 국제 사회의 대부분으로부터 아프가니스탄의 합법적인 정부로 인정받았다. 그러나 탈레반의 이슬람 토후국 정부는 사우디아라비아, 파키스탄, 아랍에미리트의 승인만을 받았다.
아프가니스탄 이슬람국의 국방부 장관인 아흐마드 샤 마스우드는 탈레반에 맞서 통일전선(북부동맹)을 결성했다. 통일전선은 타지크인, 우즈베크인, 하자라인, 투르크멘족 등 아프간의 모든 민족과 일부 파슈툰인 등을 포함했다. 분쟁 동안 탈레반은 파키스탄으로부터 군사적 지원을, 사우디아라비아로부터 재정적 지원을 받았다. 알카에다도 아랍 세계 및 중앙아시아에서 온 수천 명의 현지 및 외국인 전사를 동원해 탈레반을 지지했다.

## 주요 참전국

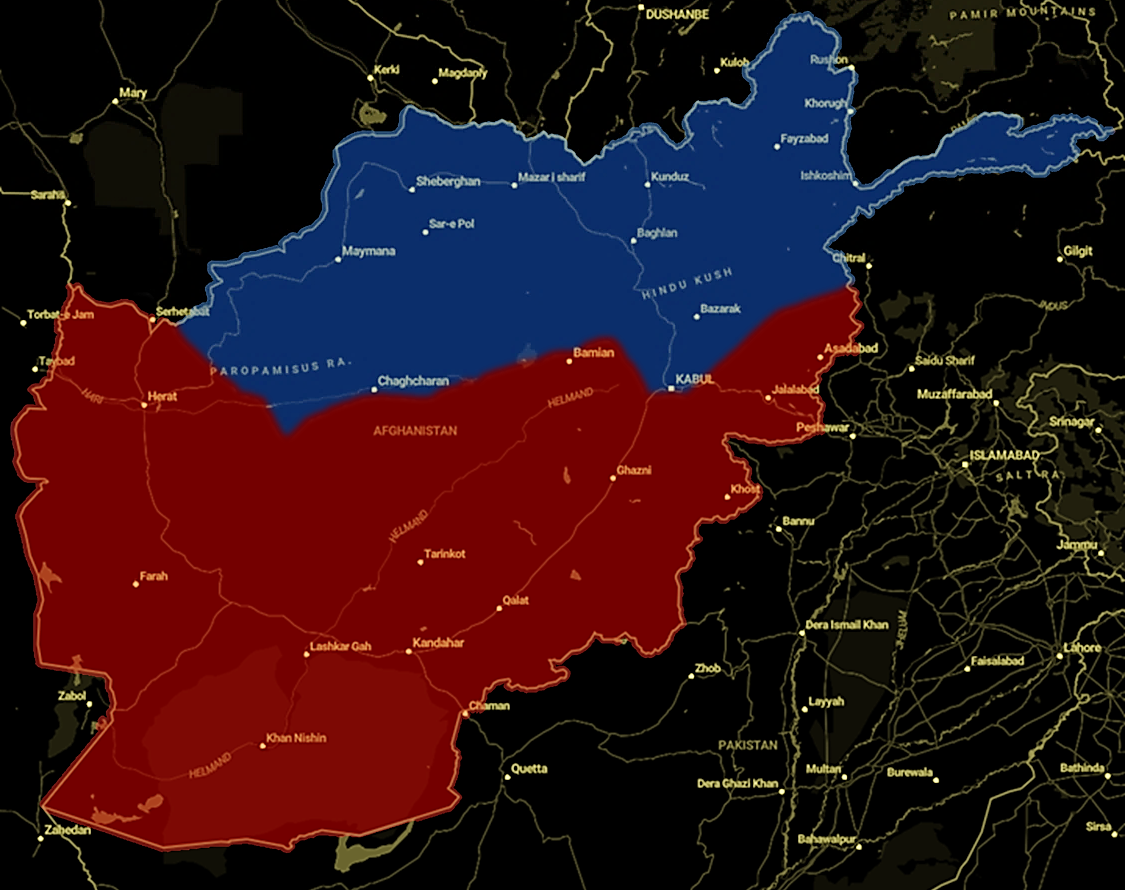
1996년 아프가니스탄의 탈레반(빨간색)과 북부동맹(파란색)의 영토 통제 상황 지도

아흐마드 샤 마스우드 (통일전선과 아프가니스탄 이슬람국 소속), 모하마드 오마르 (탈레반 소속), 오사마 빈라덴 및 아이만 알자와히리 (알카에다 및 여러 아랍 이권 단체 소속)는 아프가니스탄 내전의 주요 지휘관이었다. 이 외에도 주로 파키스탄 출신(예: 페르베즈 무샤라프 및 이후 마흐무드 아메드 장군)과 통일전선 출신(예: 하지 압둘 카디르, 압둘 라시드 도스툼)의 지휘관들이 있었지만, 이들은 항상 아프가니스탄에 주둔한 것은 아니었다. 아프간 인구의 삶의 질은 그들이 살고 있는 지역을 직접 통제하는 특정 지휘관에 따라 크게 달라졌다. 각 지역의 삶과 구조에는 뚜렷한 대조가 있었다.

### 통일전선 (북부동맹)

#### 아흐마드 샤 마스우드
아프가니스탄 구국 이슬람 통일전선(북부동맹)은 대부분의 작전 기간 동안 카불 대학교 공대생 출신의 군사 지도자 아흐마드 샤 마스우드가 이끌었다. 그는 소련군을 아프가니스탄에서 몰아내는 데 선도적인 역할을 하여 "판지시르의 사자"라는 별명을 얻었다. 그의 추종자들은 그를 아메르 사헤브 에 샤히드(우리의 사랑하는 순교자 사령관)라고 부르기도 한다. 당시 월스트리트 저널은 마스우드를 "냉전을 승리한 아프간인"이라고 칭하며 그의 표지를 장식했다. 소련군이 아프가니스탄에서 철수하고 모하마드 나지불라의 소련 지원 정부가 붕괴한 후,
마스우드는 1992년 부르하누딘 라바니 정부에서 국방부 장관이 되었다. 1996년 탈레반이 부상한 후, 마스우드는 무장 반대 지도자의 역할로 돌아와 통일 이슬람 전선의 군사 지휘관으로 봉사했다.
마스우드는 매우 종교적이고 영적인 사람이었으며, 탈레반이나 알카에다가 따르는 이슬람 해석에 강력히 반대했다. 수니 이슬람 신자였던 그는 항상 수피 신비주의자 알-가잘리의 책을 가지고 다녔다.
탈레반은 마스우드에게 저항을 멈추게 하기 위해 반복적으로 권력의 자리를 제안했다. 마스우드는 권력을 위해 싸운 것이 아니었기 때문에 거절했다. 그는 한 인터뷰에서 이렇게 설명했다.
탈레반은 이렇게 말합니다: "총리직을 받아들이고 우리와 함께 하라"고, 그들은 국가 최고직인 대통령직을 유지할 것이라고요. 하지만 그 대가는 무엇입니까?! 우리 사이의 차이는 주로 사회와 국가의 바로 그 원칙에 대한 우리의 사고방식에 있습니다. 우리는 그들의 타협 조건을 받아들일 수 없습니다. 그렇지 않으면 현대 민주주의의 원칙을 포기해야 할 것입니다. 우리는 "아프가니스탄 토후국"이라는 체제에 근본적으로 반대합니다.

마스우드는 오직 민주주의 체제만이 아프가니스탄에서 영속적인 평화를 보장할 수 있다고 확신했다. 그는 탈레반을 설득하여 예측 가능한 미래에 민주적 선거로 이어지는 정치 과정에 참여하도록 원했다.
2001년 9월 9일, 미국의 9·11 테러 이틀 전, 마스우드는 아프가니스탄 타하르주에서 알카에다 요원으로 추정되는 이들에게 암살당했다. 장례식은 다소 시골 지역에서 치러졌지만, 수십만 명의 애도하는 사람들이 참석했다. 다음 해, 그는 아프간 대통령 하미드 카르자이의 명령으로 "국가 영웅"으로 명명되었다. 그의 사망일인 9월 9일은 아프가니스탄에서 "마스우드 데이"로 기념되는 국경일이다. 암살 다음 해인 2002년, 마스우드는 노벨 평화상 후보로 지명되었다 (참고로 사후에는 수여되지 않는다).
27명의 가족을 낡은 지프에 태워 탈레반으로부터 마스우드의 지역으로 피신한 한 난민은 마스우드의 영토를 "아프가니스탄의 마지막 관용적인 구석"이라고 묘사했다. 마스우드 지역에서의 삶에 대해 그는 이렇게 말했다. "여기서 자유를 느낍니다. 아무도 저를 귀찮게 하지 않는다는 것을 좋아합니다. 저는 제 일을 하고 가족을 돌봅니다. 제가 좋아하는 방식으로 이 지역에서 살고 있습니다." 마스우드는 탈레반과 싸우기 위해 통일전선에 합류했던 압둘 라시드 도스툼의 지역에 사는 사람들의 삶에는 아무런 영향을 미치지 않았다.
마스우드 지역에서는 여성과 소녀들이 아프간 부르카를 입을 필요가 없었다. 그들은 일하고 학교에 갈 수 있었다. 최소 두 번의 알려진 경우에, 마스우드는 강제 결혼 사례에 직접 개입했다. 마스우드는 남성과 여성이 동등하며 같은 권리를 누려야 한다는 확고한 신념을 가지고 있었지만, 그는 아프간 전통도 다루어야 했으며, 이를 극복하는 데는 한 세대 또는 그 이상이 필요하다고 말했다. 그의 의견으로는 교육을 통해서만 그것이 달성될 수 있었다.
마스우드는 정치, 건강, 교육, 경제 등 여러 위원회로 구성된 민주적 기관을 만들었다. 그럼에도 불구하고 많은 사람들이 분쟁이나 문제가 생기면 직접 그에게 찾아와 문제를 해결해 달라고 요청했다.
수십만 명의 난민들이 탈레반을 피해 마스우드의 지역으로 피신했다. 2001년, 마스우드와 사진작가이자 전 유엔 대사 레자 데가티는 아프간 난민들의 비참한 상황을 설명하며 인도적 지원을 요청했다.

#### 압둘 라시드 도스툼
아프가니스탄 이슬람 토후국의 부상과 카불 점령 이후, 압둘 라시드 도스툼은 탈레반에 맞서 북부동맹(통일전선)에 합류했다. 북부동맹은 1996년 후반에 도스툼, 아흐마드 샤 마스우드 그리고 카림 할릴리가 탈레반에 대항하기 위해 결성했다. 이 시점에서 그는 항공기와 전차의 지원을 받는 약 5만 명의 병력을 가지고 있었다고 한다.
다른 북부동맹 지도자들과 마찬가지로, 도스툼도 내부 분열에 직면했고 나중에 압둘 말리크 파흘라완 장군에게 권력을 넘겨줄 수밖에 없었다. 말리크는 탈레반과 비밀 협상을 벌였는데, 탈레반은 그들의 적 중 한 명인 이스마일 칸을 체포하는 대가로 아프가니스탄 북부 대부분에 대한 그의 권위를 존중하겠다고 약속했다. 이에 따라 1997년 5월 25일, 말리크는 칸을 체포하여 넘겨주고 탈레반이 마자르이샤리프에 진입하도록 허용하여 아프가니스탄 북부 대부분을 장악하게 했다. 이 때문에 도스툼은 튀르키예로 도피할 수밖에 없었다. 그러나 말리크는 곧 자신의 부하들이 무장 해제되는 것을 보고 탈레반이 약속에 진실하지 않다는 것을 깨달았다. 그는 다시 북부동맹에 합류하여 예전 동맹국들에 대항하여 마자르이샤리프에서 그들을 몰아냈다. 1997년 10월, 도스툼은 망명에서 돌아와 다시 지휘를 맡았다. 도스툼이 잠시 마자르이샤리프를 다시 장악한 후, 1998년 탈레반이 돌아왔고 그는 다시 튀르키예로 도피했다.

#### 하지 압둘 카디르
하지 압둘 카디르 ( 1951년경 잘랄라바드, 아프가니스탄 출생 – 2002년 7월 6일 카불, 아프가니스탄 사망)는 통일전선에서 저명한 파슈툰인 반탈레반 지도자였다. 그는 소련 침공에 대한 유명한 저항 지도자인 압둘 하크의 형제였다. 카디르의 가족은 전통적으로 강대한 가문으로, 전 아프간 왕 무함마드 자히르 샤와 연관이 있었다. 하지 압둘 카디르는 아프가니스탄 동부에 권력 기반을 가지고 있었으며, 탈레반이 집권하기 전에는 고향인 낭가르하르주의 주지사였다.
카디르는 탈레반 이후의 하미드 카르자이 행정부에서 아프가니스탄 부통령이 되었다. 2002년 7월 6일, 카디르와 그의 사위는 총격범에 의해 살해되었다. 그의 또 다른 아들인 하지 무함마드 자헤르도 2002년 카불에서 총에 맞아 사망했다.

### 아프가니스탄 이슬람 토후국 (탈레반)
무함마드 오마르는 아프가니스탄 내전 기간 동안 탈레반 군대를 이끌었다. 무함마드 오마르는 자신을 아미르 알무미닌으로 선포했다. 그는 거의 사진을 찍지 않았고 기자들과 직접 대화하는 일도 드물었다. 많은 이들은 무함마드 오마르를 파키스탄 정보기관인 ISI에 의해 훈련되고 통제되는 명목상의 인물로 보았다.
탈레반의 추종자들은 무함마드 오마르가 1962년 우루즈간 중앙주에서 태어났다고 주장한다. 다른 자료에서는 그의 출생지를 1959년경 칸다하르로 보고 있다. 그들은 또한 그가 아프가니스탄 밖, 특히 파키스탄 퀘타에 있는 여러 이슬람 학교에서 공부했다고 말한다. 1980년대에 그는 소련 침공에 대한 저항에 합류했다. 그는 무함마드 나비 모함마디의 하라카티 이슬라미 당에서 부사령관으로 소련군과 싸우다 눈을 잃은 것으로 알려져 있다. 1994년, 무함마드 오마르는 탈레반 운동의 첫 등장에서 지역 갱단과 민병대를 전복시키고 칸다하르에서 권력을 장악했다.
무함마드 오마르는 세계 정치의 또 다른 인기 있는 인물인 오사마 빈라덴과 강한 유대 관계를 맺고 있었다. 그는 빈라덴의 딸 중 한 명과 결혼했다. 그는 버락 오바마 미국 대통령의 명령에 따라 미국 해군 특수전 개발단과 중앙정보국 특수활동부 요원들이 수행한 비밀 작전으로 2011년 5월 사망한 오사마 빈라덴을 넘겨달라는 미국의 여러 요청을 거부했다.
인권 의사 협회(PHR)의 분석에 따르면 "탈레반은 아프가니스탄에서 권력을 주장하는 첫 번째 세력으로, 여성들을 극단적인 억압의 대상으로 삼고 위반 시 잔인하게 처벌했다. PHR의 지식으로는 전 세계 어떤 다른 정권도 인구의 절반을 사실상 가택 연금 상태로 조직적이고 폭력적으로 강요하여 신체적 처벌의 고통을 감수하며..."
1996년 9월 26일 수도 카불을 장악한 탈레반은 여성들이 집 밖에서 일하거나 학교에 다니거나 남성 친척의 동행 없이는 집을 떠나는 것을 금지하는 법령을 발표했다. 공개적으로 여성들은 머리부터 발끝까지 부르카로 가려야 했으며, 망사형 구멍만으로 볼 수 있도록 했다. 여성들은 흰색 양말이나 신발, 또는 걸을 때 소리가 나는 신발을 신는 것이 허용되지 않았다. 또한, 집과 건물은 창문을 페인트로 칠하여 여성들이 안에서 보이지 않도록 해야 했다. 여성들은 사실상 공공 생활에서 금지되었고, 의료 서비스, 교육 및 직업에 대한 접근이 거부되었으며, 다른 사람들이 들을 수 있는 방식으로 웃는 것도 허용되지 않았다.
탈레반은 실제 재판이나 청문회 없이 절도 혐의를 받은 사람들의 손이나 팔을 잘랐다. 악명 높은 "권선징악부"의 탈레반 암살단은 거리를 감시하며 자신들이 비이슬람적인 행동이라고 간주하는 것을 발견하면 사람들을 잔인하게 공개적으로 구타했다.

### 파키스탄

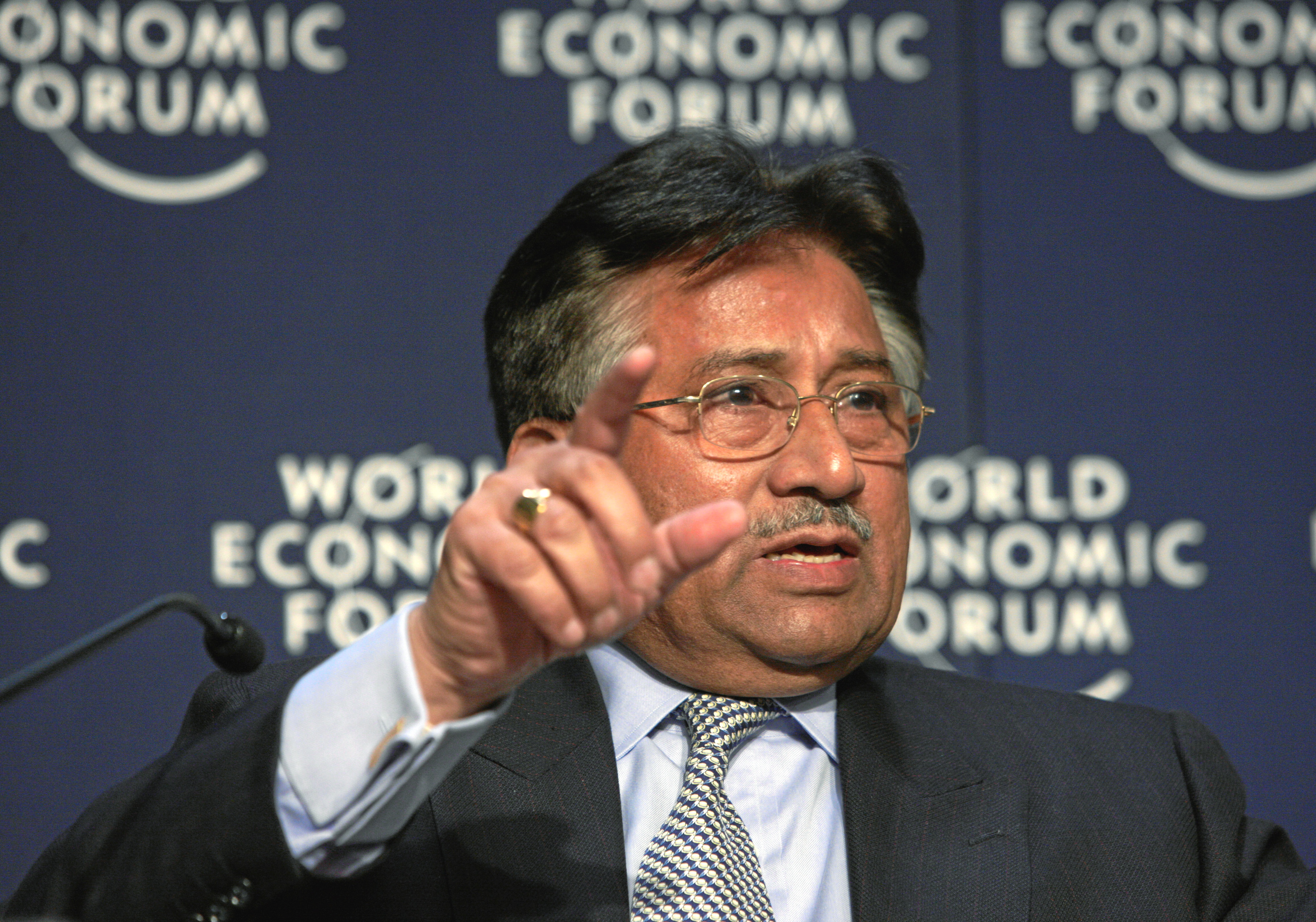
전 파키스탄 대통령 페르베즈 무샤라프

페르베즈 무샤라프 장군은 1998년부터 2001년까지 합동참모본부 의장을, 1998년부터 2007년까지 파키스탄 육군참모총장을 지낸 퇴역 4성 장군으로, 아프간 내전에서 파키스탄의 역할을 계획하는 데 중요한 역할을 했다. 2001년에는 파키스탄의 군사 통치자이자 대통령이 되었다. 페르베즈 무샤라프 장군은 수천 명의 파키스탄 국민을 탈레반과 빈라덴 편에서 아흐마드 샤 마스우드에 맞서 싸우도록 보낸 책임이 있다. 아프가니스탄 내에서 마스우드의 군대에 맞서 싸운 파키스탄 국민은 총 2만 8천 명으로 추정된다. 이 중 2만 명은 국경경비대, 제50공수사단 또는 제12정규군 연대의 정규 파키스탄 군인이었고, 8천 명은 마드라사에서 모집되어 탈레반 정규군에 편입된 무장대원들이었다. 따라서 추정되는 2만 5천 명의 탈레반 정규군은 8천 명 이상의 파키스탄 국민으로 구성되었다. 1998년 미국 국무부 문서에는 "정규 탈레반 병사의 20~40%가 파키스탄인"이라고 명시되어 있다. 이 문서는 또한 해당 파키스탄 국민들의 부모들은 "자녀의 시신이 파키스탄으로 돌아오기 전까지는 탈레반과의 군사적 개입에 대해 아무것도 알지 못했다"고 명시하고 있다. 탈레반 정규군의 또 다른 3천 명의 전투원은 아랍 및 중앙아시아 무장대원이었다. 마스우드의 군대에 맞서 싸운 약 4만 5천 명의 파키스탄, 탈레반, 알카에다 군인 중 아프간인(탈레반)은 1만 4천 명에 불과했다.
마흐무드 아메드 중장(파키스탄 정보부(ISI) 전 국장)은 탈레반 지원 책임자였다. 하미드 굴 중장, 나심 라나 중장, 지아우딘 부트 중장, 퇴역 대령 술탄 아미르 타라르 등 많은 ISI 장교들이 전쟁에서 주요 역할을 했다. 이 장교들은 탈레반에게 재정적, 경제적, 전략적, 군사적 지원을 제공했다. 파키스탄 전투부대는 나심 라나 장군의 군사 지휘 아래 있었다. 그는 파키스탄 전체 전투부대의 주요 군사 지휘관이었다. 탈레반 훈련은 타라르 대령(퇴역)이 제공했고, 재정 지원은 하미드 굴 장군(퇴역)이 관리했다. 지아우딘 부트 소장은 나심 라나 장군 밑에서 정보 조정관으로 복무했다. 이 전쟁의 전 과정에서 모든 주요 장군들은 나심 라나 장군에게 보고했고, 물론 나심 라나 장군은 아프가니스탄에서 자신이 주도한 노력에 대한 평가와 이후 페르베즈 무샤라프 장군에게 보고했다. 무샤라프 장군은 또한 나심 장군 휘하의 젊은 군인 및 준군사 요원들을 북부동맹에 맞서 탈레반을 대신하여 전쟁을 치르게 했다. 북부동맹은 파키스탄에 전쟁을 선포하지 않았음에도 불구하고, 무샤라프 장군이나 나심 라나 장군 그 누구도 그들이 왜 탈레반을 대신하여 북부동맹과 싸우러 파견되는지 설명하지 않았다. 파키스탄 병사들은 공식 군복 대신 카키색 샬와르 카미즈를 입고 전쟁에 임했다. 이는 나심 라나 장군이 병사들이 파키스탄인임을 숨기고, 나와즈 샤리프 정부로부터의 국내 압력과 서방 세계로부터의 국제적 압력을 피하기 위한 시도였다.
아흐마드 샤 마스우드는 당시 파키스탄 총리였던 나와즈 샤리프에게 비밀리에 특사를 보냈다. 파키스탄 육군과 ISI의 개입에 대한 자세한 내용이 샤리프 총리에게 전달되었다. 샤리프가 개입하려 하자, 페르베즈 무샤라프 장군은 샤리프를 막았고, 탈레반을 "귀중한 자산"이자 "파키스탄의 최전선 방어자"라고 부르며, 탈레반에 대한 파키스탄의 지원을 중단하라는 샤리프의 어떤 명령도 거부했다. 그러나 2008년, 전 미국 국무부 부장관 존 네그로폰테는 무샤라프 장군을 옹호하며, ISI의 전체 역사를 알고 있었다. 존 네그로폰테는 시대가 변했고 ISI가 테러와의 전쟁을 위해 노력하고 있다고 명확히 했다.
아프가니스탄과 파키스탄에서 휴먼 라이츠 워치가 인터뷰한 관찰자들은 2000년 후반에 파키스탄 육군 항공대 제4군 항공정찰대가 전투 작전 동안 탈레반 병력을 지원했으며, 파키스탄 정보기관 및 군 고위 간부들이 주요 탈레반 군사 작전 계획에 참여했다고 보고했다. 전쟁이 진행되면서 파키스탄 육군은 제50공수사단과 국경군단을 배치하여 마스우드 군대에 대한 탈레반 작전에 병참 지원을 제공했다.
피터 톰센은 9·11 테러 전까지 파키스탄 군과 ISI 장교들, 그리고 수천 명의 파키스탄 정규군 병력이 아프가니스탄 전투에 참여했다고 진술했다.
휴먼 라이츠 워치는 2000년에 다음과 같이 썼다.
"아프가니스탄에서 계속되는 전투를 유지하고 조작하려는 노력에 관여한 모든 외국 세력 중에서 파키스탄은 목표의 범위와 노력의 규모 모두에서 두드러진다. 여기에는 탈레반에 대한 자금 조달 요청, 탈레반 작전 자금 지원, 해외에서 탈레반의 사실상 특사로서의 외교적 지원 제공, 탈레반 전사 훈련 주선, 탈레반 군대에 복무할 숙련 및 비숙련 인력 모집, 공세 계획 및 지휘, 탄약 및 연료 선적 제공 및 용이화, 그리고 ... 직접적인 전투 지원 제공이 포함된다."

1998년, 이란은 파키스탄 특공대가 "바미안에서의 전쟁 범죄"를 저질렀다고 비난했다. 같은 해, 러시아는 파키스탄이 수많은 파키스탄 군대, 심지어 ISI 요원까지 보내 아프가니스탄 북부에서 탈레반의 "군사적 확장"을 야기했으며, 그 중 일부는 반탈레반 통일 이슬람 전선(일명 북부동맹)에 의해 포로로 잡혔다고 말했다.

### 알카에다

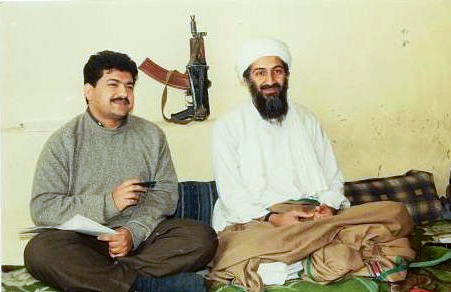
파키스탄 언론인 하미드 미르가 1997년 아프가니스탄에서 오사마 빈라덴을 인터뷰하는 모습

오사마 빈라덴은 저명한 사우디 빈라덴 가문의 일원이자 알카에다의 창립 지도자였다. 2001년 9월 11일 미국에서 거의 3,000명의 목숨을 앗아간 테러 이후, 오사마 빈라덴과 그의 조직은 미국의 테러와의 전쟁의 주요 표적이 되었다. 빈라덴 자신은 2011년 5월 2일 현지 시간 오전 1시 직후 미국 특수 작전 부대에 의해 파키스탄에서 사살되었다.
아이만 알자와히리는 이집트 이슬람 지하드의 두 번째이자 마지막 "아미르"였다. 1998년 알자와히리는 이집트 이슬람 지하드를 빈라덴의 조직에 공식적으로 통합했다. 그는 종종 오사마 빈라덴의 "부관"으로 묘사되지만, 빈라덴이 선택한 전기 작가는 그를 알카에다의 "진정한 두뇌"라고 언급했다. 2022년 7월 31일, 알자와히리는 아프가니스탄에서 미국의 드론 공격으로 사망했다.
1996년부터 2001년까지 오사마 빈라덴과 아이만 알자와히리는 탈레반 국가 내의 사실상 국가가 되었다. 빈라덴은 특히 그의 소위 055여단을 포함한 아랍 전사들을 통일전선과의 전투에 참여시켰다. 빈라덴 휘하의 아랍 무장대원들은 전쟁 중 최악의 학살을 저질렀으며, 통일전선이 통제하는 지역에서 수백 명의 민간인을 살해했다. 유엔 보고서는 많은 마을에서 목격자들이 긴 칼을 들고 다니며 목을 베고 사람들의 가죽을 벗기는 아랍 전사들을 묘사했다고 인용했다. 한편, 빈라덴의 055여단 전사들은 적군에게 포로로 잡힐 위험에 처하기 전에 집단 자살을 감행하는 것으로 알려져 있었다.

#### 우즈베키스탄 이슬람 운동(IMU)과의 전략적 협력
우즈베키스탄 이슬람 운동(IMU)은 1991년에 결성된 무장 단체로 알카에다와 강력한 연계를 맺고 있다.
1990년대 후반 IMU의 병력은 약 2000명으로 추정되며, 마스우드에 대한 탈레반의 공세에 약 600명의 전사를 파견하여 탈로칸 포위전에서 빈라덴의 055여단과 함께 싸웠다. IMU가 탈레반과 직접 협력했는지, 또는 탈레반이 아프가니스탄의 비파슈툰족에 대항하는 파슈툰족이라는 점을 고려할 때 그들과 어떤 연관이 있었는지는 알려져 있지 않다. 2001년 IMU는 아프가니스탄에서 미국이 이끄는 연합군과 탈레반에 맞서 싸우다 대부분 파괴되었다. 알려지지 않은 수의 IMU 전사들은 탈레반 잔당과 함께 파키스탄 와지리스탄으로 탈출하여 후속 조직을 결성했다. IMU의 오랜 지도자 타히르 율다셰프는 2009년 8월 27일 남와지리스탄에서 발생한 미군의 포식자 공습으로 사망했다. 아부 우스만은 IMU의 새로운 지도자가 되었다. 오늘날 파키스탄 부족 지역과 아프가니스탄에는 약 2,500명에서 4,000명의 IMU 전사들이 주둔하고 있는 것으로 추정된다.

## 배경 및 역사

### 탈레반의 집권
1992년 나지불라의 공산주의 정권이 붕괴한 후, 아프간 정당들은 평화 및 권력 분배 협정(페샤와르 협정)에 합의했다. 페샤와르 협정으로 아프가니스탄 이슬람국이 수립되었다. 건국 첫날부터 1994년 말까지 새로 건국된 아프가니스탄 이슬람국(ISA)은 이웃 파키스탄의 무장, 자금 지원, 지시를 받은 굴부딘 헤크마티아르의 굴부딘 이슬람당 민병대의 공격을 받았다. 아프가니스탄 전문가 아민 사이칼은 "현대 아프가니스탄: 투쟁과 생존의 역사"에서 다음과 같이 결론 내린다.
파키스탄은 중앙아시아에서 돌파구를 마련하기를 열망했다. [...] 이슬라마바드는 새로운 이슬람 정부 지도자들이 [...] 파키스탄의 지역적 야망을 실현하는 데 도움을 주기 위해 자신들의 민족주의적 목표를 종속시키리라고 기대할 수 없었다. [...] ISI의 병참 지원과 대량의 로켓 공급이 없었다면, 헤크마티아르의 군대는 카불의 절반을 목표로 삼아 파괴할 수 없었을 것이다.

압둘 라시드 도스툼과 그의 준비시 밀리 민병대는 1994년 초 굴부딘 헤크마티아르와 동맹을 맺었다. 게다가 사우디아라비아와 이란은 지역 패권을 위한 경쟁자로서 서로 적대적인 아프간 민병대를 지원했다. 휴먼 라이츠 워치에 따르면, 이란은 이란이 와흐다트의 군사력과 영향력을 최대화하려 시도하면서 시아파 하자라인의 헤즈베 와흐다트 군대를 지원했다. 사우디아라비아는 와하브파의 압둘 라술 사이야프와 그의 이티하드 이슬라미 파벌을 지원했다. 두 민병대 간의 갈등은 곧 전면전으로 확대되었다. 수도 카불은 이 기간 동안 극도로 폭력적인 전투를 겪었다. 권력은 고도로 분권화되어 있었다.
한편, 아프가니스탄 남부는 외국의 지원을 받는 민병대나 카불 정부의 통제 하에 있지 않았고, 굴 아그하 시르자이와 그의 민병대와 같은 지역 지도자들이 지배하고 있었다. 1994년, (파키스탄에 있는 아프간 난민들을 위한 자미아트 울라마에 이슬람 운영 종교 학교에서 시작된 운동인) 탈레반도 아프가니스탄에서 정치-종교 세력으로 발전했으며, 보도에 따르면 지역 주지사의 폭정에 반대하는 입장이었다. 1994년, 탈레반은 아프가니스탄 남부와 중부 여러 주에서 권력을 잡았다.
1994년 후반, 카불은 몇 주간의 상대적인 평온을 겪었지만, 곧 다시 격렬한 포격이 재개되었다. 이슬람국의 국방부 장관인 아흐마드 샤 마스우드는 전 국민적 정치 과정을 시작하여 국가적 통합과 민주주의 선거를 목표로 삼고, 탈레반도 이 과정에 참여하도록 초청했다. 탈레반은 거절했다. 그들은 1995년 초 카불에 포격을 가하기 시작했지만, 아흐마드 샤 마스우드 국방부 장관 휘하의 이슬람국 정부군에게 패배했다. 국제앰네스티는 1995년 보고서에서 탈레반의 공세를 언급하며 다음과 같이 썼다.
카불의 민간인들이 도시의 주거 지역을 겨냥한 로켓 공격과 포격의 대상이 된 것은 몇 달 만에 처음이다.

1994년 탈레반의 초기 승리는 막대한 손실을 초래한 일련의 패배로 이어졌다.
1996년 9월 26일, 탈레반이 또 다른 대규모 공세를 준비하자 마스우드는 카불에서 전면 철수를 명령했다. 탈레반은 그날 카불을 공격했다. 부르하누딘 라바니 대통령, 굴부딘 헤크마티아르, 아흐마드 샤 마스우드와 그들의 군대는 카불에서 철수했고, 다음 날인 9월 27일 탈레반이 카불을 점령했다. 탈레반의 지도자 무함마드 오마르는 그의 대리인인 무함마드 라바니를 아프가니스탄 이슬람 토후국이라고 불리는 국가 통치 평의회의 수장으로 임명했다. 이슬람국 정부는 국제 사회의 대부분으로부터 아프가니스탄의 합법적인 정부로 인정받았지만, 탈레반의 이슬람 토후국은 사우디아라비아, 파키스탄, 아랍에미리트로부터만 인정을 받았다.

### 통일전선(북부동맹)의 창설

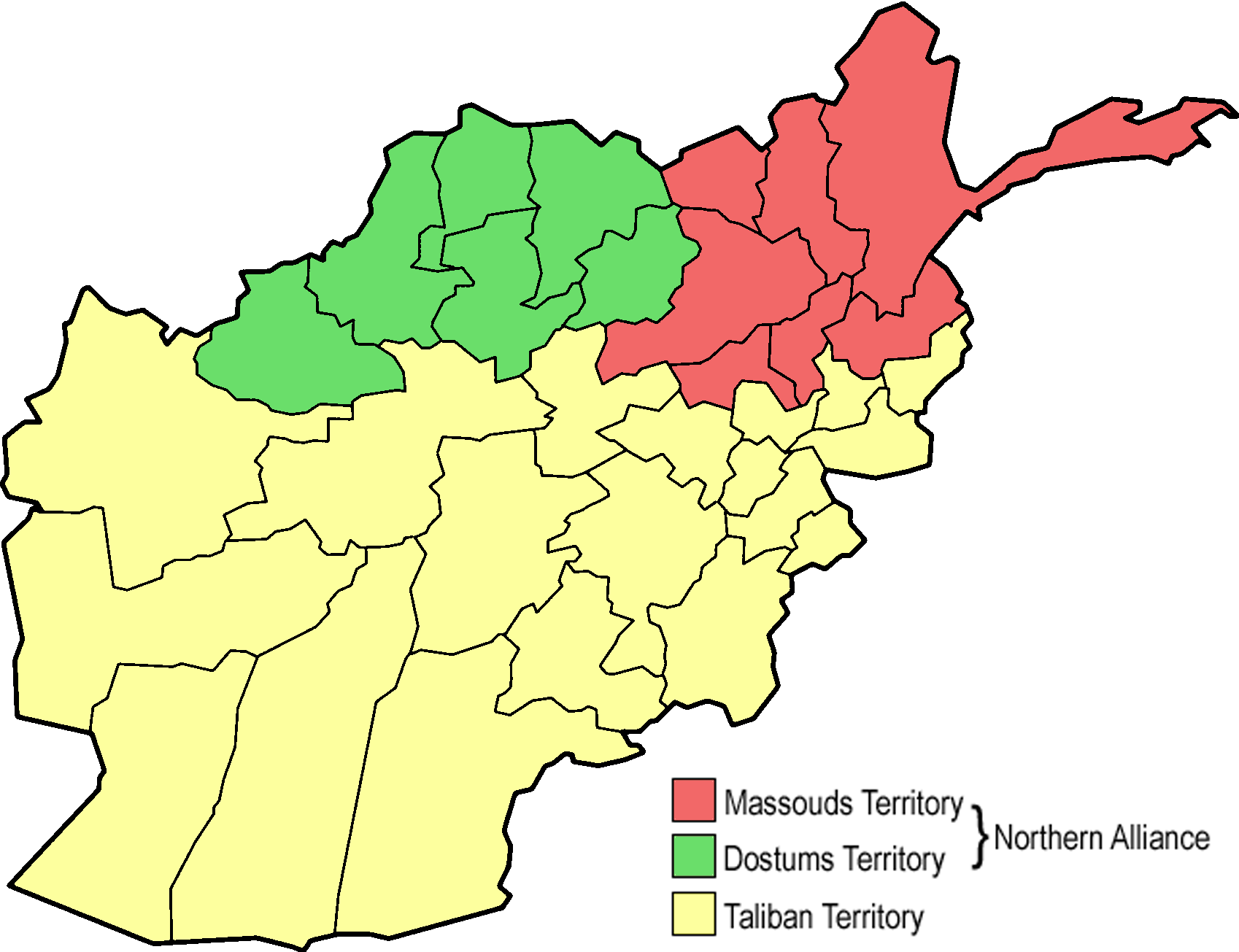
1996년 말 아프가니스탄 상황 지도; 마스우드/라바니(빨간색), 도스툼(녹색), 탈레반(노란색)

아흐마드 샤 마스우드와 압둘 라시드 도스툼은 1996년 9월, 마스우드와 도스툼이 통제하는 잔여 지역에 대한 공세를 준비하던 탈레반에 맞서 통일전선 (북부동맹)을 결성했다. 통일전선에는 마스우드의 주 타지크인 병력과 도스툼의 우즈베크인 병력 외에도 하자라인 파벌과 압둘 하크, 하지 압둘 카디르, 카리 바바 또는 외교관 압둘 라힘 가푸르자이와 같은 지휘관의 지휘 아래 있는 파슈툰족 병력이 포함되었다. 1996년 탈레반 정복부터 2001년 11월까지 통일전선은 바다흐샨주, 카피사주, 타하르주 및 파르반주, 쿠나르주, 누리스탄주, 라그만주, 사망간주, 쿤두즈주, 고르주, 바미안주의 일부와 같은 주에서 아프가니스탄 인구의 약 30%를 통제했다. 이 연합은 "북부 동맹"으로서 아프가니스탄의 "북부 주"만을 포함하는 것이 아니라, 전국의 모든 지역과 주요 민족의 저항군을 포함했다.
마스우드는 통일전선이 아프가니스탄의 통치 정부가 되는 것을 의도하지 않았다. 그의 비전은 통일전선이 다양한 민족 집단이 권력을 공유하고 민주적 형태의 정부를 통해 평화롭게 살 수 있는 새로운 정부를 수립하는 데 도움을 주는 것이었다.

### 탈레반 학살
유엔의 55페이지 보고서에 따르면, 탈레반은 아프가니스탄 북서부 지역을 통제하기 위해 노력하면서 민간인에 대한 체계적인 학살을 저질렀다. 유엔 관리들은 1996년에서 2001년 사이에 "15번의 학살"이 있었다고 밝혔다. 그들은 또한 "[이러한 학살은] 매우 체계적이었고, 모두 [탈레반] 국방부나 무함마드 오마르 본인에게로 귀결되었다"고 말했다. 이 학살 중 최악은 1998년 마자르이샤리프 학살로, 시아파 하자라인 공동체 구성원들을 체계적으로 겨냥했다. 많은 민간인들이 마스우드의 지역으로 피신했다. 내셔널 지오그래픽은 다음과 같이 결론 내렸다. "미래의 탈레반 학살을 막는 유일한 존재는 아흐마드 샤 마스우드다." 055여단도 인근 하자리스탄의 시아파 인구에 대한 일련의 민간인 학살 배후에 있는 것으로 알려졌는데, 여기에는 2001년 초 200명 이상의 사망자를 낸 공격도 포함된다.

### 전쟁 발췌

#### 판지시르
탈레반은 파키스탄 육군 제13정규군과 제50공수사단의 지원을 받아 판지시르와 주변 지역에 대한 공격적인 군사 작전을 개시했다. 파키스탄 육군 제4군 공격대는 제13정규군, 제50공수사단, 그리고 탈레반 병력에 정찰 정보를 제공했다. 한편, 알카에다와 아랍 여단은 판지시르계곡을 장악하기 위해 탈레반을 지원하는 자체 군사 작전을 개시했다. 이 작전은 파키스탄군 나심 라나 장군의 지휘 아래 계획되고 시작되었으며, 철저히 계획되고 조직적이며 종합적으로 연구되었다.
파키스탄군 나심 라나 장군과 탈레반 동맹이 주도한 대규모 조직적인 공격 작전에도 불구하고, 그들은 판지시르를 정복할 수 없었다. 이전에 그의 고향에서 소련 제40군을 물리쳤던 아흐마드 샤 마스우드는 판지시르 계곡을 성공적으로 방어했으며, 파키스탄 제13정규군과 제50공수사단이 주도한 추가 공격을 저지했다.

#### 카불 및 쿤두즈
국제 사회와 유엔이 인정한 합법 정부를 여전히 대표했던 이슬람국의 국방부 장관 아흐마드 샤 마스우드는 1997년에 자신의 지도 아래 미래 정부와 총리를 결정하기 위한 회의를 소집했다. 어떤 정당에도 소속되지 않은 파슈툰인 압둘 라힘 가푸르자이가 당시 후보였고, 만장일치로 새 총리로 선출되었다. 가푸르자이의 프로그램은 많은 국민에게 따뜻하게 받아들여졌다. 새로운 인기 정부를 향한 첫 걸음이 내딛어졌다. 마스우드는 아프간 육군에 새로 획득한 군복을 갖추게 하고 몇 차례의 대규모 공세 끝에 카불 외곽까지 진격했다. 이 동맹은 전차, 장갑차, 중화기를 앞세워 바그람 공군기지로 진격했는데, 이는 카불을 잃은 이후 탈레반에 대한 첫 주요 승리였다. 수도 북쪽에서 진격을 거둔 후, 그들은 카불 내 탈레반 병력의 강력한 저항에 부딪혔다. 동시에 새 총리의 비행기가 바미안 상공에서 추락했다. 가푸르자이의 죽음으로 마스우드는 카불에 안정적인 정부를 세우려는 희망을 잃었다. 마스우드는 더 이상 적합한 정부가 없었기 때문에 카불 북부에서 병력을 철수시켰다. 1992-1994년 기간의 위험한 반복을 피하기 위해, 그는 모든 사람, 특히 민간인에게 받아들여질 정부를 구성하지 않고는 카불로 진격할 의도가 없었다.
약 2,000명의 탈레반 전투원들이 쿤두즈에서 마스우드의 군대에 포위되었다. 이 탈레반 군대는 압둘 라술 사이야프의 전 이티하드 이슬라미 지휘관 중 한 명과 동맹을 맺어 살아남을 수 있었다. 이들 중 한 명인 물라 아미르 칸 무타키는 1997년 7월 4일 마스우드가 통제하는 타하르의 수도 탈로칸에 대한 공격을 이끌었다. 공격은 실패했지만, 다른 전선에서 통일전선에 어려움을 안겨주었다.

#### 하자리스탄
1996년 11월, 탈레반은 하자리스탄을 포위하여 지역을 점령하고 그곳에 통치권을 확립하려 했다. 마자르이샤리프에서 하자라인의 초기 승리 이후, 하자라인들은 포위를 풀 동기를 얻었다. 카림 할릴리의 지휘 아래, 하자라인은 성공적으로 하자리스탄 포위를 풀었다. 탈레반은 다시 하자리스탄을 포위하여 수천 명의 하자라인이 굶주렸다. 탈레반은 1998년 5월 8일 일부 식량과 구호품이 하자리스탄으로 들어오는 것을 허용했지만, 이는 전투 중 탈레반의 최전선이었던 고르반드군으로 식량이 공급되는 대가였다.

#### 마자르이샤리프
1997년 5월, 압둘 라시드 도스툼이 그의 형제 살해에 연루되었다는 의혹에 분노한 압둘 말리크 파흘라완과 카리 알람 로세크, 압둘 마지드 로지 장군, 가파르 파흘라완과 같은 다른 지휘관들은 바그디스에서 탈레반 지휘관 물라 압둘 라자크와 물라 가우스와 회담했다. 그들은 말리크가 도스툼을 배신하고 이스마일 칸을 붙잡아 마자르이샤리프 시를 통제하기로 합의했다. 말리크는 1997년 5월 22일 조즈잔에서 도스툼의 군대를 공격하고 도스툼의 거점인 시바르간을 점령했다. 도스툼의 지휘관 대부분은 탈레반에 합류하기 위해 변절했고, 그의 공군 조종사 중 일부도 말리크 편에서 전투에 참여했다. 정확한 합의 내용은 불분명했지만, 탈레반이 자신들의 역할을 다하지 못한 것으로 보인다. 5월 25일, 탈레반은 마자르이샤리프에 진입하여 학교와 사무실을 폐쇄하고 샤리아 법을 시행하기 시작했다. 특히 북동쪽과 동쪽의 사이예다바드 주변 하자라 지역에서는 현지 헤즈베 와흐다트 지휘관들과 무장 "민간인"들이 저항에 참여하기 시작했다.
1997년 5월 22일, 안득호이와 크와자 도코에서도 도스툼의 군대와 탈레반 사이에 전투가 발생했다. 마스우드는 증원군을 파견했다.
5월 30일, 사이예다바드 주변에서 격렬한 전투가 벌어졌다. 탈레반 전투원들이 매복 공격을 당했다. 이때 말리크는 헤즈베 와흐다트와 동맹을 맺고 충성을 바꾸어 수천 명의 탈레반 병사들을 마이마나, 시바르간, 마자르이샤리프에서 포로로 잡았다. 탈레반 포로들은 말리크의 형제인 굴 무함마드 파흘라완 장군의 감독 하에 즉결 처형된 것으로 알려졌다. 총 사망자 수는 3,000명으로 추정된다. 또한 굴람 하이다르 조즈자니와 같은 준비시 지휘관들도 살람 파흘라완과 라이스 오마르 베이와 함께 붙잡혀 살해되었다. 마자르이샤리프에서 탈레반이 패배한 후 몇 달 동안 말리크는 이스마일 칸에게 충성하는 병력들을 도시 행정부에 다시 편입시켰다.
1998년 7월까지 탈레반은 헤라트 북부의 대부분 지역을 장악했으며, 마이마나로 연결되는 도로도 포함되었다. 알카에다의 055여단이 전투에 투입된 것으로 보고되었다. 1998년 8월 8일, 탈레반은 마자르이샤리프에 재진입했다.
일부 굴부딘 이슬람당 군대는 그 당시 탈레반에 합류하여 칼라이-자이니-탁타 풀에서 헤즈베 와흐다트의 전선을 포위했다. 약 1,500명에서 3,000명의 와흐다트 전투원들이 탈레반과 헤즈베 이슬람 굴부딘에게 갇혀 살해당했다. 무함마드 무하키크와 같은 와흐다트의 고위 지휘관들은 헬리콥터로 대피했다.
준비시 밀리 내에서 도스툼의 군대와 말리크의 군대 사이의 내분은 탈레반에게 기회를 제공했다. 탈레반은 후방에서 마자르이샤리프를 포위할 수 있었고, 9월 20일 테르메스 바로 건너편의 하이라탄을 점령했다.
탈레반은 이후 도시로 진입하여 주로 하자라인 민족 또는 시아파 종교 배경을 가진 약 4,000명의 민간인을 처형했다. 탈레반은 다음 6일 동안 하자라 시아파 남성들을 찾아다니며 처형한 것으로 보고되었다. 수천 명의 포로들이 양측에 의해 금속 운송 트럭 컨테이너에 실려 운송되었는데, 이 과정에서 많은 사람들이 질식하거나 열사병으로 사망했다. 탈레반의 암살단인 시파-이 사하바는 이란 영사관을 점령하여 한 명의 기자와 8명의 이란 정보 및 외교관을 총살했다.

#### 이스마일 칸의 귀환
1997년 3월, 이스마일 칸(통일전선)은 이란에서 돌아왔다. 그는 약 2,000명의 병력을 이끌고 바드기스에서 탈레반과 싸웠고, 그들을 마르갑강 북쪽으로 약 20 킬로미터 (12 mi) 떨어진 칼라-이 나우까지 몰아붙였다. 탈레반의 진격은 저지되었지만, 양측 모두 상당한 진격을 이루지는 못했다.

#### 이란-탈레반 위기
마자르이샤리프에서 살해된 이들 중에는 여러 이란 외교관도 있었다. 다른 이들은 탈레반에게 납치되어 인질 위기를 촉발시켰고, 이는 거의 전면전으로 확대될 뻔했으며, 이란은 아프간 국경에 7만 명의 이란 군인을 집결시켰다. 나중에 외교관들이 탈레반에 의해 살해되었음이 인정되었고, 그들의 시신은 이란으로 송환되었다. 9월에 탈레반은 이란이 그들의 영공을 침범했다고 주장했다. 나중에 이란은 탈레반이 동부 이란을 습격했다고 주장한 후 탈레반과 이란 사이에 사소한 충돌이 발생했다고 주장했지만, 탈레반은 그 습격을 주도했다는 것을 부인했다. 결국 유엔 조정으로 긴장은 완화되었다.

### 마스우드 암살

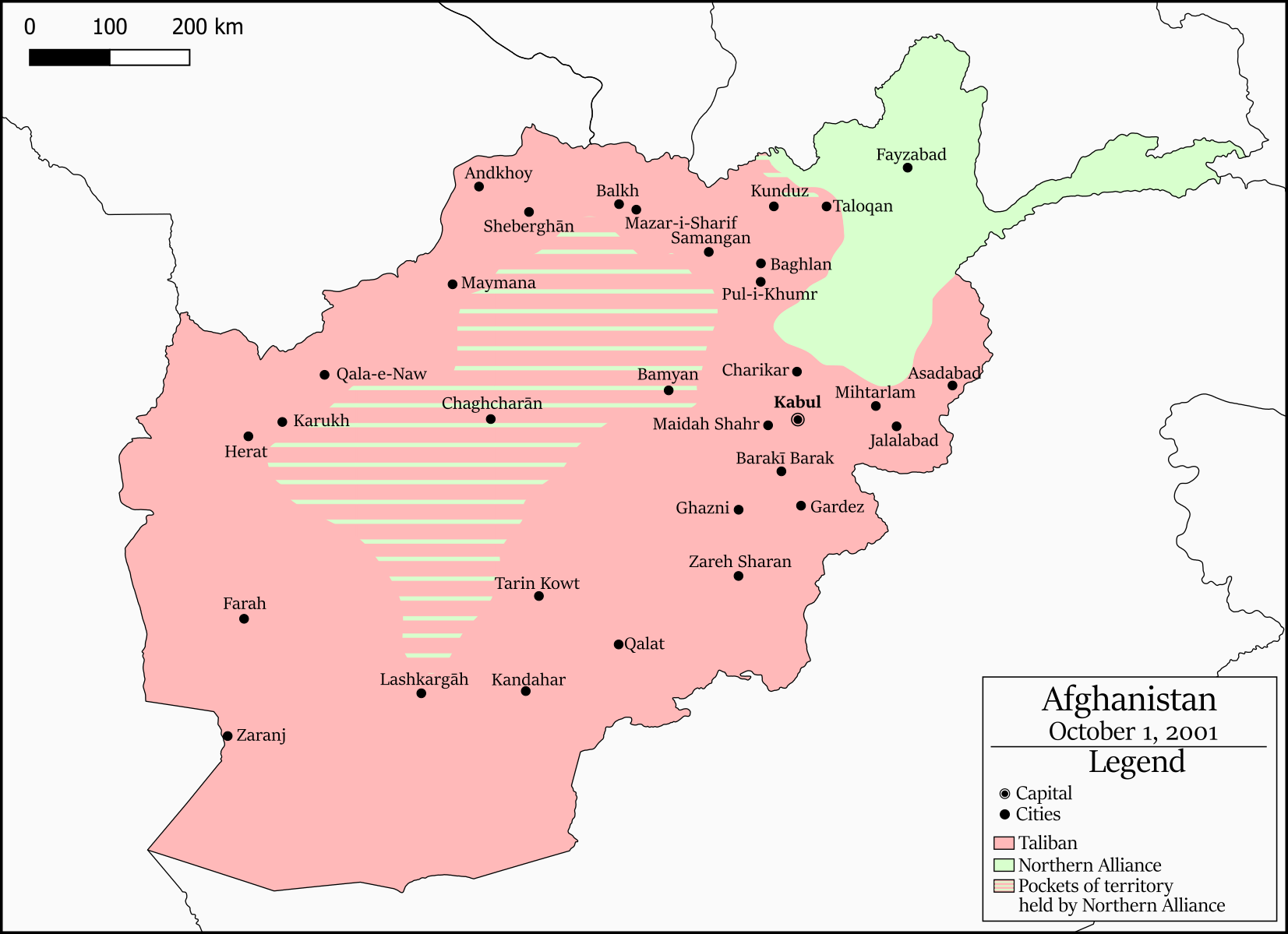
미국 및 영국군이 아프가니스탄을 공습한 2001년 10월 7일까지의 2001년 10월 1일 아프가니스탄 상황 지도.

2001년 초 마스우드는 브뤼셀의 유럽 의회에서 국제사회에 아프가니스탄 국민에게 인도주의적 원조를 제공해 달라고 요청했다. 그는 탈레반과 알카에다가 "이슬람교에 대한 매우 잘못된 인식을 도입했다"며 파키스탄과 오사마 빈라덴의 지원 없이는 탈레반이 1년도 채 군사 작전을 유지할 수 없을 것이라고 말했다. 이 유럽 방문에서 그는 또한 자신의 정보 기관이 미국 본토에 대한 대규모 공격이 임박했다는 정보를 수집했다고 경고했다.
2001년 9월 9일, 알카에다 소속으로 추정되는 두 명의 아랍인 자살 공격자들이 언론인으로 위장하여 아흐마드 샤 마스우드를 인터뷰하는 척하면서 비디오 카메라에 숨겨진 폭탄을 터뜨렸다. 마스우드 사령관은 그를 병원으로 데려가던 헬리콥터에서 사망했다.
26년이 넘는 기간 동안 마스우드는 소련 KGB와 아프간 공산주의 정보기관, 파키스탄 ISI, 굴부딘 헤크마티아르, 탈레반, 알카에다에 의한 수십 차례의 다른 암살 시도에서 살아남았다. 여러 날 동안 통일전선은 국민들의 절망을 우려하여 마스우드의 죽음을 부인했다. 결국 "이제 우리는 모두 마스우드다"라는 슬로건은 단결의 전투 구호가 되었다.

### 미국의 침공
2001년 9월 11일 미국 본토에서 약 3,000명의 목숨을 앗아간 테러 이후, 미국과 영국은 2001년 10월 7일 아프가니스탄에 대한 공습을 시작했으며, 탈레반은 이를 "이슬람에 대한 공격"이라고 불렀다. 이란, 인도, 타지키스탄, 러시아, 우즈베키스탄, 튀르키예의 지원과 미국의 탈레반 병력 및 군사 기반 시설에 대한 대규모 폭격 지원을 받은 통일전선 (북부동맹)의 지상군은 2001년 11월과 12월에 탈레반을 카불에서 축출하고 나머지 국가의 대부분을 통제하게 되었다.

## 같이 보기
- 아프간 역대사
- 아프가니스탄 전쟁 (2001년~2021년)
- 사우디아라비아-이란 대리 분쟁
- 테러와의 전쟁

## 참고 문헌
- Casting Shadows: War Crimes and Crimes against Humanity: 1978-2001 (PDF) (보고서). 아프가니스탄 정의 프로젝트. 2005.
- Coll, Steve (2004). Ghost Wars: The Secret History of the CIA, Afghanistan, and Bin Laden, from the Soviet Invasion to September 10, 2001. Penguin.
- Matinuddin, Kamal (1999). 《The Taliban Phenomenon: Afghanistan 1994–1997》. Oxford University Press. ISBN 978-0-19-579274-4.

틀:아프가니스탄 전쟁
틀:파키스탄의 군사사